# Јерменија на Светском првенству у атлетици на отвореном 2019.
Јерменија је учествовала на 17. Светском првенству у атлетици на отвореном 2019. одржаном у Дохи од 27. септембра до 6. октобра, четрнаести пут, односно учествовала је под данашњим именом на свим првенствима од 1993. до данас. Репрезентацију Јерменије представљао је један атлетичар која се такмичио у Троскоку.,.
На овом првенству Јерменија није освојила ниједну медаљу, али постигнут је један најбољи лични резултат сезоне.

## Учесници
Мушкарци:
- Левон Агхасиан — Троскок

## Резултати

### Мушкарци
| Атлетичар      | Дисциплина | Лични рекорд | Квалификације | Квалификације | Финале               | Финале  | Детаљи |
| Атлетичар      | Дисциплина | Лични рекорд | Резултат      | Место         | Резултат             | Место   | Детаљи |
| -------------- | ---------- | ------------ | ------------- | ------------- | -------------------- | ------- | ------ |
| Левон Агхасиан | Троскок    | 17,08        | 16,24         | 14. У гр. Б   | Није се квалификовао | 29 / 33 |        |